# Robert Benton
Robert Benton Douglas (sinh ngày 29 tháng 9 năm 1932) là một đạo diễn phim, nhà biên kịch người Mỹ.
Benton sinh ra ở Waxahachie, Texas, là con trai của Dorothy (nhũ danh Spaulding) và Ellery Douglass Benton, nhân viên một công ty điện thoại  Ông học tại Đại học Texas và Đại học Columbia. Benton đã gặt hát thành công trong lĩnh vực điện ảnh, giành được nhiều giải thưởng có uy tín cho cả hai vai trò biên kịch và đạo diễn. Ông cũng là giám đốc nghệ thuật ở tạp chí Esquire đầu thập niên 1960. Năm 2006, ông tham gia vào phim tài liệu Wanderlust (cùng với nhiều người nổi tiếng khác.)

## Danh sách phim

### Đạo diễn
| Năm  | Phim                                                |
| ---- | --------------------------------------------------- |
| 1972 | Bad Company                                         |
| 1977 | The Late Show                                       |
| 1979 | Kramer vs. Kramer                                   |
| 1982 | Still of the Night                                  |
| 1984 | Places in the Heart                                 |
| 1987 | Nadine                                              |
| 1991 | Billy Bathgate                                      |
| 1994 | Nobody's Fool                                       |
| 1998 | Twilight                                            |
| 2003 | The Human Stain                                     |
| 2007 | Feast of Love, based on the novel by Charles Baxter |

### Biên kịch
| Năm  | Phim                                     | Đạo diễn             |
| ---- | ---------------------------------------- | -------------------- |
| 1966 | It's a Bird, It's a Plane, It's Superman | Charles Strouse      |
| 1967 | Bonnie and Clyde                         | Arthur Penn          |
| 1970 | There Was a Crooked Man...               | Joseph L. Mankiewicz |
| 1972 | What's Up, Doc?                          | Peter Bogdanovich    |
| 1972 | Oh! Calcutta!, contribution              | Jacques Levy         |
| 1972 | Bad Company                              | Benton               |
| 1977 | The Late Show                            | Benton               |
| 1978 | Superman                                 | Richard Donner       |
| 1979 | Kramer vs. Kramer                        | Benton               |
| 1982 | Still of the Night                       | Benton               |
| 1984 | Places in the Heart                      | Benton               |
| 1987 | Nadine                                   | Benton               |
| 1994 | Nobody's Fool                            | Benton               |
| 1998 | Twilight                                 | Benton               |
| 2005 | Ice Harvest                              | Harold Ramis         |

## Giải thưởng
- 1978 - Edgar Award for Best Motion Picture Screenplay for The Late Show
- 1980 - Academy Award for Writing Adapted Screenplay for Kramer vs. Kramer
- 1980 - Academy Award for Directing for Kramer vs. Kramer
- 1980 - Golden Globe Award for Best Screenplay - Motion Picture for Kramer vs. Kramer
- 1980 - Directors Guild of America Award for Outstanding Directorial Achievement in Motion Pictures for Kramer vs. Kramer
- 1984 - People's Choice Award at the Toronto International Film Festival
- 1985 - Academy Award for Writing Original Screenplay for Places in the Heart